# Retrocomputing

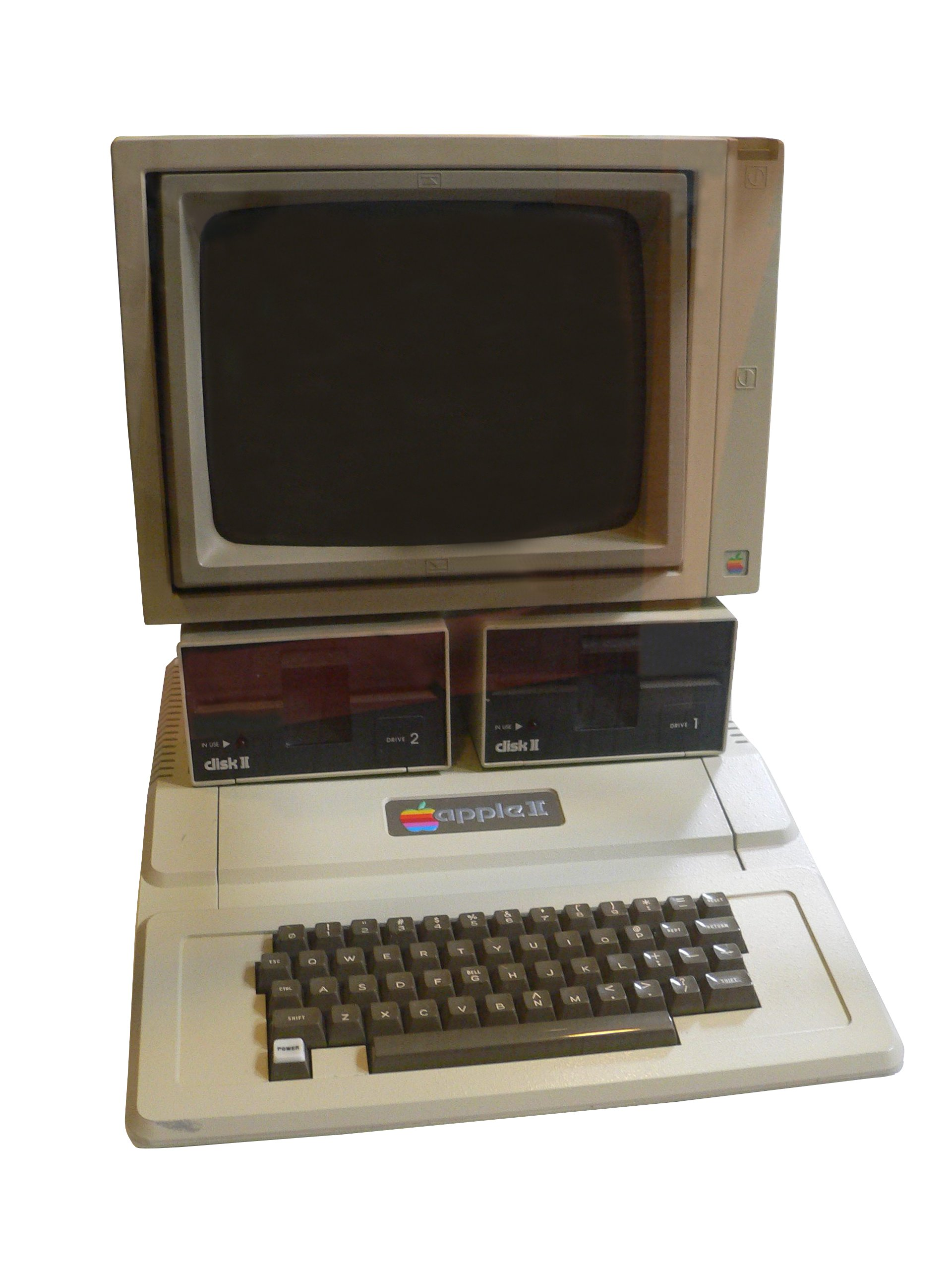
Apple II computer

De Engelse term retrocomputing is het gebruik van oude hardware of software. 
Retrocomputing kan als hobby zijn, maar een serieuze toepassing is het werkend houden van oude computers vanwege de culturele waarde.
Oude computers en vooral oude spelcomputers die uit eenvoudige hardware zijn opgebouwd, kunnen als hobby aangepast worden. Verder worden oude spellen nog gespeeld, uit nostalgische waarde, of omdat ze nog steeds weten te boeien. Een emulator kan gebruikt worden om oude spellen op moderne computers te spelen.
Een vorm van retrocomputing is ook de Commodore 64 DTV, een joystick waarin de oude Commodore 64 is nagemaakt.